# City Mall
City Mall a fost un centru comercial din București, amplasat în zona Eroii Revoluției și deschis la data de 1 noiembrie 2005.
Clădirea este structurată pe trei subsoluri, parter și 4 etaje, oferind o suprafață pentru închiriat de 19.000 mp.
Deține și o parcare cu 1.000 de locuri.
City Mall, dupa conversia in cladire de birouri in anii 2013-2014, se află în proprietatea fondului de investiții Globalworth prin compania Globalworth Asset Managers., administratorul direct al mall-ului.
Fondul gestionează cladiri de birouri si spatii industriale in Romania si Polonia,
și este cotat la bursa de valori din Londra.
În august 2011, City Mall se afla în faliment. În 2013, omul de afaceri grec Ioannis Papalekas, a cumpărat centrul comercial pentru a-l transforma într-o clădire de birouri, City Offices.
A fost construit prin transformarea clădirii Complexului Comercial Agroindustrial Șura Mare, unul din Circurile Foamei, nefinalizat pană la revoluție.